# The Recipe
The Recipe (en hangul, 된장; romanización revisada, Doenjang) (literalmente "Pasta de soja") es una película surcoreana de 2010 sobre un productor de televisión que descubre verdades sorprendentes al rastrear la historia de un misterioso estofado de pasta de frijoles. Detrás del sabor cautivador se encuentra la desafortunada historia de vida y amor de una mujer.

## Trama
Jang Hye-jin (Lee Yo-won) es una mujer común cuya pasta de soja (Doenjang jjigae ) es para morirse, pero muy pocos la han probado.
Cuando un famoso asesino en el corredor de la muerte solicita la sopa de Jang como su última comida, el productor de televisión Choi Yoo-jin (Ryu Seung-ryong) comienza a buscar a Jang y la receta. Mientras la busca, Yoo-jin descubre cómo la policía solo pudo atrapar al asesino debido a que él entró a la cocina mientras cocinaban la doenjang jjigae.  El asesino estaba tan cautivado por el estofado que ni siquiera se dio cuenta de que la policía había llegado para arrestarlo. El olor también detuvo a la policía hasta que una brisa helada sopló. Esperaron a que el asesino terminara antes de arrestarlo, pero se preguntaban sobre el sabor que debía tener aquella pasta de soja.
Jang no se encuentra en ningún lugar y, durante el viaje Choi, se entera de que ella murió mientras buscaba a su amor, Kim Hyun-soo (Lee Dong-wook), pero espera al menos descubrir la receta.

## Elenco
- Ryu Seung-ryong como Choi Yoo-jin.
- Lee Yo-won como Jang Hye-jin.[1]
- Lee Dong-wook como Kim Hyun-soo.[2]
- Jo Sung-ha como Park Min / Park Gu.
- Lee Yong-nyeo como Han Myung-suk.
- Kim Jung-suk como Detective Kang.
- Yoo Seung-mok como Kim Deuk-gu.
- Nam Jeong-hee como la abuela.
- Kim Se-dong como ciego.
- Park Hye-jin
- Yoo Soon-woong
- Lee Sang-hee

## Producción
Doce años después de su última película, Rub Love, la directora Anna Lee mezcla dos géneros diferentes: el thriller y una historia de amor. Lee ilustra la obsesión con los recuerdos del amor y un punto de vista fatalista. La receta de sopa de soja contiene dolor, anhelo y salvación. En cierto sentido, la receta es la historia misma de la memoria y la tradición de Corea.